# Norbert Täubl
Norbert Täubl (* 1957 in St. Aegyd am Neuwalde/Niederösterreich) ist ein österreichischer Klarinettist.

## Leben
Täubl studierte an der Universität für Musik und darstellende Kunst Wien Klarinette bei Peter Schmidl. 1979 wurde er im Orchester des Österreichischen Bundestheaters engagiert. Nach erfolgreichem Vorspiel im Orchester der Wiener Staatsoper und bei den Wiener Philharmonikern wurde er 1983 Klarinettist, 1995 Erster Klarinettist bei den Wiener Philharmonikern. 
Als Kammermusiker ist Täubl im Wiener Bläseroktett aktiv. 1988 wurde er als Nachfolger von Alfred Prinz Klarinettist im Wiener Kammerensemble, 1999 als Nachfolger von Karl Leister Mitglied im Ensemble Wien-Berlin. Mit Harald Harrer, Johannes Gleichweit, József Balogh und Manfred Preis bildet er das Ensemble Interclarinet. Mit dem Wiener Kammerensemble nahm er u. a. die Klarinettenquintette von Mozart, Brahms und Weber auf. 2018 gründete er mit dem französischen Geiger und Dirigenten Rémy Ballot das Kammerorchester Klangkollektiv Wien.